# Ettore Scola
Ettore Scola (Trevico; 10 de mayo de 1931-Roma; 19 de enero de 2016) fue un director de cine italiano, representante de la commedia all'italiana. Dirigió Una giornata particolare en 1977.

## Biografía
Cursó estudios en la facultad de Derecho de la Universidad de Roma. Desde mediados de los años cincuenta se dedicó a escribir guiones, algunos en colaboración con Ruggero Maccari, hasta que en 1964 debutó como director en Se permettete parliamo di donne.
Ettore Scola fue, por medio decenio, negro de Marcello Marchesi y de Vittorio Metz.

## Filmografía
- Se permettete parliamo di donne (1964)
- Thrilling (1965) - episodio Il vittimista
- El millón de dólares (La congiuntura) (1965)
- El diablo enamorado (L'arcidiavolo) (1966)
- Riusciranno i nostri eroi a ritrovare l'amico misteriosamente scomparso in Africa? (1968)
- El comisario y la proxeneta (Il commissario Pepe) (1969)

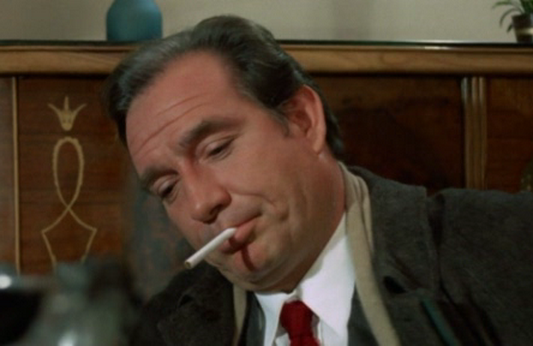
El comisario Pepe (Ugo Tognazzi).

- El demonio de los celos (Dramma della gelosia - tutti i particolari in cronaca) (1970)

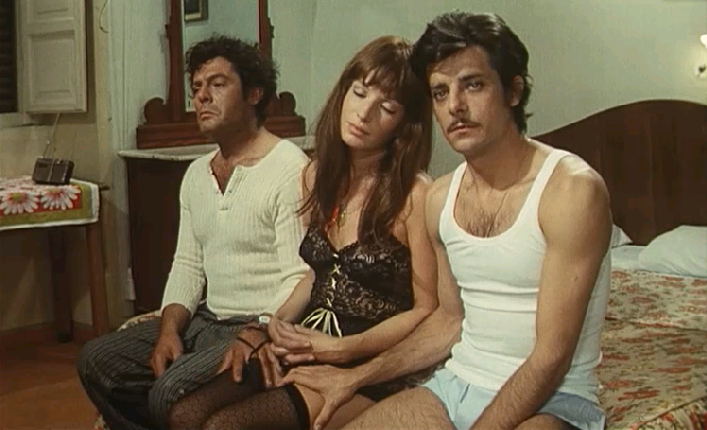
Marcello Mastroianni, Monica Vitti y Giancarlo Giannini en El demonio de los celos.

- Un italiano en Chicago (Permette? Rocco Papaleo) (1971)
- Festival dell'Unità 1972 (1972) - documental
- La più bella serata della mia vita (1972)
- Trevico-Torino - Viaggio nel Fiat-Nam (1973)
- Festival dell'Unità 72 (1973) - documental
- Una mujer y tres hombres (C'eravamo tanto amati) (1974)
- Carosello per la campagna referendaria sul divorzio (1975) - documental
- Feos, sucios y malos (Brutti, sporchi e cattivi) (1976)
- Una giornata particolare (Una giornata particolare) (1977)
- ¡Que viva Italia! ((I nuovi mostri) (1977) - episodios L'uccellino della Val Padana, Il sospetto, Hostaria, Come una regina, Cittadino esemplare, Sequestro di persona cara ed Elogio funebre
- Buenas noches, señoras y señores (Signore e signori, buonanotte) (1978)
- La Terraza (1980)
- Entre el amor y la muerte (Passione d'amore) (1981)
- Vorrei che volo (1982) - documental
- Il mondo nuovo (1982)
- La noche de Varennes (La nuit de Varennes) (1982)
- La sala de baile (Ballando ballando) (1983)
- L'addio a Enrico Berlinguer (1984) - documental
- Maccaroni (Maccheroni) (1985)
- Imago urbis (1987) - documental
- La familia (La famiglia) (1987)
- Splendor (1989)
- ¿Qué hora es? (Che ora è?) (1989)
- Il viaggio di Capitan Fracassa (1990)
- Mario, Maria e Mario (1993)
- Romanzo di un giovane povero (1995)
- I corti italiani (1997) - episodio 1943-1997
- La cena (La cena) (1998)
- Competencia desleal (Concorrenza sleale) (2001)
- Un altro mondo è possibile (2001) - documental
- Lettere dalla Palestina (2002) - documental
- Gente de Roma (Gente di Roma) (2003)
- Qué extraño llamarse Federico (Che strano chiamarsi Federico) (2013)

## Premios y reconocimientos
Premios Óscar
| Año  | Categoría                           | Película               | Resultado |
| ---- | ----------------------------------- | ---------------------- | --------- |
| 1978 | Mejor película en lengua extranjera | Una jornada particular | Nominado  |
| 1979 | Mejor película de habla no inglesa  | ¡Que viva Italia!      | Nominado  |
| 1984 | Mejor película de habla no inglesa  | Le Bal                 | Nominado  |
| 1988 | Mejor película de habla no inglesa  | La familia             | Nominado  |

Festival Internacional de Cine de Cannes
| Año  | Categoría       | Película                  | Resultado |
| ---- | --------------- | ------------------------- | --------- |
| 1976 | Mejor dirección | Brutti, sporchi e cattivi | Ganador   |

Festival Internacional de Cine de Venecia
| Año  | Categoría                     | Película      | Resultado |
| ---- | ----------------------------- | ------------- | --------- |
| 1989 | Premio OCIC                   | ¿Qué hora es? | Ganador   |
| 1990 | Premio Pietro Bianchi         | -             | Ganador   |
| 2013 | Premio Jaeger-LeCoultre Glory | -             | Ganador   |

Festival Internacional de Cine de Berlín
| Año  | Categoría                         | Película | Resultado |
| ---- | --------------------------------- | -------- | --------- |
| 1984 | Oso de Plata a la mejor dirección | El baile | Ganador   |

### Órdenes
- Caballero gran cruz de la Orden al Mérito de la República Italiana ( Italia).[12]

### Reconocimientos
- Medalla de oro al beneficio de la cultura y del arte.[13]